# Ange de feu
Pour les articles homonymes, voir L'Ange de feu (homonymie).
Ange de feu est un téléfilm français en deux parties réalisé par Philippe Setbon diffusé en France la première fois le 23 janvier 2006.

## Synopsis
Après avoir brûlé un faire-part de décès qu'elle vient juste de recevoir, Françoise Sorel se jette par la fenêtre de son appartement. Sa mort laisse son mari Marc et sa fille Lola dans le désarroi le plus total.

## Fiche technique
- Titre : Ange de feu
- Réalisation : Philippe Setbon
- Scénario : Isabel Sebastian et Philippe Setbon
- Décors : Catherine Bluwal
- Photographie : Kika Ungaro
- Musique : Alain Mouysset
- Société de production : PM Films
- Société de distribution : France 2 distribution
- Pays d'origine :  France
- Format : Couleurs - 1,78:1 - 35 mm
- Genre : Suspense
- Durée : 180 minutes (2 × 90 min)
- Date de diffusion : 23 janvier 2006 sur France 2[1]

## Distribution
- Frédéric Diefenthal : Noël Courtal
- Louise Monot : Lola Sorel
- Marc Ruchmann : Alex Bernard
- Jean-Michel Dupuis : Marc Sorel
- Gérard Desarthe : Claude Ferrer, le Juge
- Maxime Leroux : Jacques Vallardès
- Aurore Auteuil : Carine Cabrel
- Marie-Christine Barrault : Janine Cordey
- Marc Berman : Vincent Cabrel
- Joël Demarty : Michel d'Avril
- Patrick Floersheim : Olivier Cordey
- Véronique Prune : Nathalie d'Avril
- Nanou Garcia : Paula Bastiani
- Eric Defosse : Lieutenant Ronsard
- Anne Canovas : Françoise Sorel
- Bénédicte Loyen : Patricia Cordey
- Philippe Polet : Pablo Leprince
- Alain Guillo : Le prêtre
- Brigitte Chamarande : Anne Leprince
- Alain Grellier : Éric Bastiani
- Catherine Erhardy : Louise Vallardès
- Marie Berto : Luisa
- Elise Brunot : Vendeuse boutique
- Patrice Saunier : Docteur Serpollet
- Karine Belly : Directrice DDASS
- Sylvie Huguel : Assistante DDASS
- Jean-Pierre Bouchard : Le psychiatre
- Patrick Meeus : Employé EDF
- Gilles Salle : Le gendarme
- Brigitte Defrance : Madame Martens
- Pascal Aubert : Gendarme voiture
- Olory Bourlier : Guide touristique
- Matthieu Rozé : Xavier Pouly
- Pierre-Olivier Scotto : Maître Bachet
- Hervé Laudière : Le chef gitan
- Affif Ben Badra : Le gitan à la guitare